# Limeuil
Limeuil là một xã của Pháp, nằm ở tỉnh Dordogne trong vùng Aquitaine
Limeuil có diện tích 10,57  km², dân số năm 2005 là 337 người.

## Hành chính
| Danh sách các xã trưởng                |                  |               |      |         |
| Giai đoạn                              | Giai đoạn        | Tên           | Đảng | Tư cách |
| 1995                                   | tháng 3 năm 2008 | Francis Hervé | -    | -       |
| tháng 3 năm 2008                       | đương nhiệm      | Guy Thomasset | DVD  | hưu trí |
| Tất cả các dữ liệu trước đây không rõ. |                  |               |      |         |

## Thông tin nhân khẩu
| Năm    | 1962 | 1968 | 1975 | 1982 | 1990 | 1999 | 2005 |
| ------ | ---- | ---- | ---- | ---- | ---- | ---- | ---- |
| Dân số | 430  | 350  | 317  | 351  | 335  | 315  | 337  |